# (2078) Nanking
(2078) Nanking es un asteroide perteneciente al grupo de los asteroides que cruzan la órbita de Marte descubierto por el equipo del Observatorio de la Montaña Púrpura desde el observatorio homónimo de Nankín, China, el 12 de enero de 1975.

## Designación y nombre
Nanking fue designado inicialmente como 1975 AD.
Más adelante se nombró por la ciudad china de Nankín, ubicación del observatorio desde el que se descubrió el asteroide.

## Características orbitales
Nanking está situado a una distancia media de 2,369 ua del Sol, pudiendo alejarse hasta 3,254 ua y acercarse hasta 1,485 ua. Su inclinación orbital es 20,17 grados y la excentricidad 0,3733. Emplea en completar una órbita alrededor del Sol 1332 días.

## Características físicas
La magnitud absoluta de Nanking es 13 y el periodo de rotación de 6,473 horas. Está asignado al tipo espectral Sq de la clasificación SMASSII.